# Tokyo Sex Destruction
Tokyo Sex Destruction est un groupe de punk rock et garage rock espagnol, originaire de la région de Barcelone.

## Biographie
Le combo Tokyo Sex Destruction s'inspire de groupes comme The Make-Up, Nation of Ulysses, International Noise Conspiracy, et, tout particulièrement de MC5. Le quatuor, qui comprend le batteur, chanteur et joueur d'orgue JC Sinclair, le bassiste et chanteur SF Sinclair, et les guitaristes et chanteurs RR et RJ Sinclair, adoptent tous le nom de John Sinclair, le légendaire agent artistique et fondateur de la White Panther Party.
Le groupe se popularise en Europe avant même la sortie de son premier album studio, intitulé Le Red Soul Communitte, publié au label Dim Mak Records au printemps 2003. L'album est enregistré en juin 2002 aux Estudios Ultramarinos Costa Brava. Il est noté par la presse spécialisée. Leur premier album est repéré par John Sinclair, producteur des MC5 période Kick Out the Jams ; TSD a d'ailleurs ouvert en première partie pour ce groupe précurseur à l'occasion d'une tournée européenne en 2004.
En 2009, ils publient leur quatrième album, The Neighbourhood.

## Discographie

### Albums studio
- 2002 : Le Red Soul Comunnitte
- 2004 : Black Noise Is The New Sound !
- 2005 : 5th Avenue South
- 2009 : The Neighbourhood
- 2013 : Sagittarius

### Singles et EP
- 2002 : The Big Red Box for the Syndicate of Emotions